# Des Luftschiffers Giannozzo Seebuch
Des Luftschiffers Giannozzo Seebuch ist der Titel einer satirischen Schrift Jean Pauls, die 1801 als zweites Bändchen des „Komische[n] Anhangs zum Titan“ zeitgleich mit dem zweiten Titan-Band erschien.

## Inhalt
Giannozzos Freund Graul fand, wie aus dem Nachwort hervorgeht, am Rheinfall von Schaffhausen die Leiche seines abgestürzten Freundes Giannozzo und dessen an ihn adressiertes Reisetagebuch, das er dem Herausgeber zur Bearbeitung und zur Veröffentlichung übergab.
Erste Fahrt

Giannozzo spricht die Leser als „Brüder [s]eines Herzens“ an und hofft, dass sie mit seinem „Matrosen-Almanach“, der „die Allermannsseelen […] in Ärger“ versetzen soll, den „Labe- und Leichentrunk“ nehmen, weil „euer Giannozzo den Hals gebrochen“. Gerne würde er den „Bruder Graul“ auf seiner Reise mit seinem Luftschiff „Siechkobel“ zur Sonne hin und fern von den Menschen mitnehmen.
Zweite Fahrt

Nach seinem Start am ersten Pfingsttag in Leipzig blickt Giannozzo auf die Stadt und die Landschaft mit einem Dutzend Marktflecken herunter, wo die unzähligen „Zwergstädter“ ihr an Äußerlichkeiten wie Besitz und Kleiderschmuck orientiertes Alltagsleben verbringen: „Hier in der einen Tanzkolonne die [Städterinnen] mit bleihaltigen Gliedern und Ideen, aber doch in gebildete Shawls eingewickelt […] In der entgegengesetzten Kolonne die Elegants und Roués, […] die Narzissen-Jüngerschaft des Handels, des Militärs und der Justiz“. Einem vorbeifliegenden Seraph würde er auf seine Frage „Ist das die berühmte Erde?“ antworten: „Das Spuckkästchen drunten, das Pißbidorchen, das ist der Planet“.
Giannozzo landet in der Residenzstadt des kleinen Fürstentums „Vierreuter“, wo er Ritter der Frankenherrn und Träger des Frosch- und Krötenordens ist, und bringt die Festgesellschaft im Novitätentempel durch unter der Tafel freigelassene Fledermäuse durcheinander.
Dritte Fahrt

Nach seinem Aufstieg ins rauschende Nachtluft-Meer aus dem „morastige[m] Krebsloch“ spürt Giannozzo die „lüftende Freiheitsluft gegen den Kerkerbrodem unten.“ Seine nächste Landestation ist das „Saturnianerland“, wo sich „Saturns goldnes Alter“ noch aufhält und wo die Hofprediger und Staatsmänner dem seines Landes unkundigen Fürsten an seinem Geburtstag erzählen, dass die Menschen ohne mühsamen Ackerbau, Gold und Fleischessen glücklich leben. Im Dorf „Dorf“ isst er bescheiden zu Mittag und beschenkt dafür die Einwohner mit zwei Talern, so dass sie über die Mildtätigkeit eines so reichen Herrn „halb von Sinnen“ kommen.
Vierte Fahrt

Auf dem Weg nach Wien überfliegt Giannozzo die Stadt Mülanz und beobachtet, wie der „Zensor des ästhetischen Fachs, Herr von Fahland, sich als Heuchler erweist und im Park, mit einem Zähren-Buch Jean Pauls in der Tasche, ein junges Mädchen mit Seelenergüssen verführt. „Fahland, wie seine ganze Diebesbande, hält das Abendrot und ganze Haine bloß als Springwurzeln an das weibliche Herz“ […] Magdalena sündigte doch, um zu weinen, aber ihr weinet, um zu sündigen, eine teuflische Antithese.“
Fünfte Fahrt

Zur Reparatur eines Kajütefensters muss Giannozzo einen Tag in Mülanz als Gast des Herrn Gehrischer verbringen, der ihn einmal als „pläsante[n] Hanswurst, gewiss nicht ohne Talent, aber maliziös und impertinent“ charakterisiert hat. Giannozo sieht in ihm den „Taschenspiegel der Menschheit“, Repräsentant des aufgeklärten 18. Jhs.: gemäßigte Philosophie, aufgeklärt gegen „Geistererscheinungen, Schwärmerei und Extreme“, ihre Lektüre dient als „Stilistikum zum Vorteil der Geschäfte und zur Abspannung vom Soliden“, die Nachtigallen schätzen sie als Braten, mit Myrte heizen sie ihren Ofen an, die Rätsel des Lebens haben sie gelöst; ihr diesseitiger Leib, für den allein ihr Geist brennt, ist „solid und reell, dieser ist eigentlich der Staat, die Religion, die Kunst.“
Am Vortag der Jubiläumsfeier zur Belehnung der Stadt mit der Stadtgerechtigkeit vor 100 Jahren schreibt Giannozo eine satirische Schrift, die er über dem Festzug abwerfen will: „Flüchtiger Plan zu einem Jubiläum des Mülanzer Galgens“ mit der Beschreibung des Prozessionszuges und der Jubelrede des Galgenpaters, der die abschreckende Wirkung des „Eckpfostens der Sittlichkeit“ hervorhebt, so dass die Kriminellen nicht mehr öffentlich durch Überfall und Raub Beute machen und dafür gehenkt werden, sondern als „Fallierer, Nachdrucker und Spieler“ im gesellschaftlichen Einverständnis sich bereichern. Die Rede endet mit dem Ruf: „Er [der Galgen] lebe, denn er lässt leben.“ Die Festgesellschaft erfreut sich an der „geschmackvollste[n] Stadt- und Galgenerleuchtung – frugales Gastmahl von den Henkersgeldern […] den Hausarmen wird viel gereicht – dabei Kanonen-Salven – Gesundheit ausbringen – Ball bis in die späte Nacht oder länger… Verdammt!“
Sechste Fahrt

Auf seinem weiteren Flug sieht Giannozzo unter sich einen ganzen Bilderbogen des menschlichen Lebens. Schließlich landet er auf dem Brocken und schreibt im Brockenhäuschen in seinem „gewöhnlichen Grimm und Ekel“ in das Brockenbuch eine Vorrede „in des Teufels Namen“. Er beschreibt darin das Doppelwesen Mensch zwischen Phantasie und Handeln, Christentum und Heidentum, hohen Empfindungen und allersittlichsten Gedanken der poetischen Bergpredigten und den Weltreichen in den Tiefen. Besonders die Frauen gehörten zu den oberen und unteren Göttern und ihnen müsse doppelt geopfert werden in einer „Vermischungsrechnung, Ruchlosigkeit und Sentimentalität“.

Anschließend tritt er in Untergangsstimmung „trübe und wild“ ins Freie: „Die Sterne brannten den Himmel hinab und schimmerten um das düstere Gebürge […] das Rentiermoos der kalten Zone bedeckte als Schimmel der Erde das alte nackte Berghaupt. Der Sturm schnaubte um mich und mein flatterndes Schifflein herum und fuhr wild unter die Sterne hinaus und schien sie zu rütteln. Mein Haar bäumte sich wie eine Mähne, aber im Innersten war mir groß und düster, und ich wünschte, jetzt erschiene mir der Teufel, ich fühlte mich so erhaben und kalt wie er. Aber o wie hohl klang mir in der Stille das Leben! – Drunten liegen die müden Wachslarven auf dem Hinterkopf, hier oben steht eine reflektierende auf dem Hals, sagt‘ ich und griff über mein Gesicht, um solches wie eine Larve abzunehmen und zu besehen. In der Mitternacht dämmerte ein langes Morgenrot und wollte erfreuen; aber ich lachte darüber, dass uns das auch wieder einen flüchtigen Freudenmorgen und Trost vorspiegele; da war mir plötzlich, als sei die ganze Welt und mein Leben in einem Paar Träumen weggetropft, und das Ich sagte zu sich selber: ich bin gewiss der Teufel; schrieb ich nicht vorhin?-“
Siebente Fahrt

Beim Weiterflug steht Giannozzo anfangs noch unter dem Eindruck des Brocken-Erlebnisses, und sein Weltschmerz setzt sich fort: „Aber zwischen Himmel und Erde wurd‘ ich am einsamsten. Ganz allein wie das letzte Leben flog ich über die breite Begräbnisstätte der schlafenden Länder, durch das lange Totenhaus der Erde, wo man den Schlaf hinlegt und wartet, ob er keine Scheinleiche sei. Die großen Wolken, die unten aufeinanderfolgten, waren der kalte Atem eines bösen Geistes, der in der Finsternis versteckt lag. Ein Hass gegen das Dasein kroch wie Fieberfrost an mir heran; ich sagte wieder: ich bin gewiss ein böser Geist.“

Mit dem Anblick einer Paradieslandschaft wechselt seine Stimmung und er wird ein anderer Mensch: „Ich küsste den Blüten den Tau lechzend und liebend ab.“ Die „große glänzende Heldin“ Teresa bewirtet ihn auf ihrem Leuchtturm, von dem aus sie ihren Geliebten erwartet. Er wünscht den Liebenden alles Glück und bietet ihr an, ihm entgegenzufliegen und eine Willkommensbotschaft mit einem Pomeranzenzweig abzuwerfen. In Lilar unterbricht er seinen Flug, um seinen Freund Dian zu besuchen. Weitere Landestationen sind Fantaisie bei Bayreuth, das Seifendorfer Tal und Wörlitz.
Achte Fahrt

Noch berauscht von der Zecherei des Vortags lässt Giannozzo seinen Ballon durch die Luft treiben, sinkt überrascht wieder in Mülanz am Haus des Zensors Fahland vorbei und sieht wie dieser den Ringjuwel seiner im Bett liegenden Geliebten bewundert. Er beschließt, ihm einen Streich zu spielen, schleicht sich ins Vorzimmer und stiehlt die Unterwäsche. Er wird jedoch von drei Nachtwächtern ertappt und eingekerkert. Am nächsten Tag verhört ihn der Stadtsyndikus Spöhr, angeblich der Vater des Bestohlenen oder der Geliebten, nach den Hintergründen seiner Tat und erteilt ihm ein Ausreiseverbot. Als ein Gewitter aufzieht, nutzt Giannozzo das Donnergeräusch, um das Aufsprengen seiner Zellentür zu übertönen, und flieht.
Neunte Fahrt

Über der Festung Blasenstein bläst Giannozzo die Marseillaise, worauf der Kommandant die Mannschaft in Kampfbereitschaft versetzt. Durch die große Distanz der beiden Parteien kommt es aber nur zu einem Austausch der Kriegspropaganda und diplomatischer Noten. Der „Bürgerkapitän des Siechkobel“ warnt den Gegner, er werde bis zum letzten Mann kämpfen und weist dessen Beschimpfung, er sei ein „Schlingel“, mit dem Hinweis auf das Völkerrecht zurück.

Nach all diesen Beobachtungen ist er „des bewohnten Landes satt und so durstig nach dem leeren, reinen Meer.“
Zehnte Fahrt

In der „fleißige[n] Stadt und Menschen-Holländerei“ Ulrichsschlag besucht Giannozzo seinen Großonkel Van der Haft, der ihn gelegentlich mit Wechseln unterstützt. Hier wird das karge Mahl in prunkvollem Geschirr serviert: „Noch länger als das Tischtuch [ist] das Tischgebet. […] ich knirsche die Zähne über die gewinnsüchtigen Heuchler, die Menschen, welche bei ihren Bergwerken, bei ihren Lotteriedevisen Gott wie einen Fürsten zu Gevatter bitten. […] O das größte Sammelsurium von Widerspruch, Wahnsinn, Habsucht und Tücke ist ein menschlich gedrucktes Gebet!“ Giannozzo macht dem Onkel ironisch „den Vorschlag, die Sonntage und die Gebete, die Schlafenszeit, das allgemeine Müßiggehen abzuschaffen und die Menschen wie die Orgelspieler und geigenden Tanzmeister zu trainieren, gleichzeitig mit Händen und Füßen zu wirken: ‚Wahrlich, der Staat könnte durch ein strenges Wegschneiden aller dieser Ess-, Bet-, Buß- und Gliederferien dahin hinaufgearbeitet und gezogen werden, dass er ein ordentliches großes Raspel- und Arbeitshaus würde.‘“ Mit all den überflüssigen Genussmitteln und Gewürzen könnte gehandelt und „Geld ins Inland gespielt“ werden. „Würde dann nicht das Staatsgebäude ein großer, blanker Silberschrank und alle Untertanen Preziosa für die Fürsten, die er angreifen könnte in der Not?“ Dem Großonkel sind diese Vorschläge zu radikal aber er kann den Sinne des Flug-Experiments nur in Höhenmessungen und meteorologischen Untersuchungen sehen und das Motiv des Neffen („bloß zur Lust leb‘ ich oben und aus Ekel zum Unten“) nicht verstehen. Der „Narr“ ist erst zufrieden, als ihm der Aeronaut versichert, er sei geographisch-militärischer Luft-Spion im französischen Dienst.

Gianozzo unterscheidet in seiner Kritik an den Menschen zwischen Genuss und Freude: Ein Genießender bedeutet ihm weniger als ein „sich Freuender“, weil „Genuss das Selbstsüchtige Selbst entblößt“, während „Freude ein reiner Äther ist, worin alle Sphärentöne klingen und fliegen können.“ 

Zum Schluss gibt Giannozzo ein „Aufwandsgesetz“ wieder, das er als reisender Sekretär des Fürsten Saturnus verfasst hat: „Kleiderordnung für sämtliche einwohnende Bücher unseres Landes“. Darin macht er den phantasievollen Vorschlag, die Bücher symbolisch einzubinden: die Monatsschriften in einer bunt tätowierten Haut, die dem Fürsten gewidmeten Bücher goldgestickt in feiner Wäsche.
Elfte Fahrt
	
Auf seinem Weiterflug in den Norden „nebelten die Küsten der Menschen – als stilles, weites Land der Seelen stand das leere Meer unter dem leeren Himmel […] Erhabene Wüstenei! Über dir schlägt das Herz größer! […] Ich schaue herab auf den finstern Winter der Welt!“ Das Abendrot „reißet so schnell das schwarze Leichentuch vom Wasser-Orkus weg“, aber der Aeronaut fragt Gott, ob er einmal auch wie die Sonne „wärmer und heller aufgehen“ und einen „heitern Tag durchlaufen [wird] in [s]einer Ewigkeit“.
Zwölfte Fahrt

Der Wind weht nun den Ballon wieder nach Süden. Die Landung in der Universitätsstadt St. Görgen veranlasst Giannozzo zu einigen launischen Bemerkungen über die Welt der Gelehrten und Literaten. Sie sei dem mit einem Hahn, einer Schlange, einem Affen und einem Hund gefüllten „Sacke nicht ungleich […], worin man sonst einen Vatermörder ertränkte.“ Er spottet über die von ihnen verfassten und für die Leser schwer verständlichen dickleibigen Enzyklopädien („Der Liebhaber und Freund will gern den Kopf besonders aber zum Genuss, ohne den schweren Band.“), ihren eitlen Geniekult („das egoistische Pusten und Blasen“), ihre mehr auf Glauben als Beweisen beruhenden philosophischen Ableitungen und die weltfremden akademischen Forschungen der Philologen, Historiker und Ästhetiker.

Im Anhang gibt Giannozzo einige Sentenzen eines berühmten deutschen Romanschreibers wieder, die dieser wegen ihrer Kürze und leichten Verständlichkeit aus seinem Manuskript gestrichen habe. Z. B.: „Die Menschen verraten ihre Absichten nie leichter und stärker, als wenn sie sie verfehlen.“
Dreizehnte Fahrt

In Bad Herrenleis erlebt Giannozzo den Kurbetrieb der Reichen und parodiert deren Gesellschaft als „Millionen Kopisten“, die nur ein Original zuließen, anstatt umgekehrt. Umstürze änderten aber wenig an den tatsächlichen Verhältnissen, denn es käme dabei „mehr eine Reformation heraus[-] als Reformierte.“ Zum Geburtstag der „allgemein gelobte[n] Fürstin Candide“ spielt ihr der „Badadel“ eine böhmische Bauern-Hochzeit in bäuerischen Verkleidungen vor. Giannozzo übernimmt die Rolle des Hochzeitspredigers und hält „mit zynischer Badfreiheit“ eine Lobrede auf das kräftige kerngesunde Bauerntum im Unterschied zu den blassen kränklichen Hofleuten: „[E]uch neidet der Vornehme; zuerst um eure Anlage zur Sünde und dann zur Tugend. […] Daher sind die Großen so hart und kalt gegen eure Not; denn Kranke sind es gegen jede außerhalb ihres Bettes. […] Ihr habt freilich mehr Geschmack für Essen als für Künste und Poesien; aber ihr übertrefft wieder den Adel an Adel und Zufriedenheit.“
Vierzehnte Fahrt

Mit frischem Wind steuert Giannozzo auf das Alpenpanorama zu. Er träumt von seinem Tod. Dann überfliegt er im raschen Wechsel grüne Weinberge, das wie ein „Zeigefinger des Todes“ wirkende Straßburger Münster und darauf ein Kampffeld mit darüber sprengenden Soldatenhaufen und fliehenden Landleuten: „Wie mich hineingelüstet. Mein Wind läuft gerade über das dunkle, breite Sterbebett der Völker […] Entsetzlich! – Jetzt darf ich sie recht hassen, die Menschen, diese lächerlichen Kauze und Weisheitsvögel im Hellen, die sogleich zerrupfende Raubvögel werden, sobald sie ein wenig Finsternis gewinnen. […] Jetzt [werd] ich auch von Wut gepackt, denn ich bin ja auch einer von denen drunten.“

Nachdem Giannozzo einige seiner Ballaststeine auf das Schlachtgetümmel geworfen hat, um es abzubrechen, wird der Ballon vom Schlachtfeld weg nach oben gezogen: „Wie glänzt[-] die Sonne in ihrem stillen Himmel so ruhig und kalt über der schwülen irdischen Hölle […] tief in der Ferne stehen auf ewigen Tempeln weiße helle Götterbilder und der hohe König der Götter, der Montblanc, und der auf die tiefe Erde herabgeworfene Rhein steigt als ein weißer Riesengeist wieder auf und hat den himmlischen Regenbogen um und schwebt silbern und leicht.“

Ein Windstoß trägt ihn nahe vor die „göttliche Glanzwelt“; als er sich „geschieden von der Welt“ fühlt, treibt ihn ein anderer zwischen zwei Gewitterfronten und bringt seine Kugel mit Sänfte zum Absturz. Bis zur letzten „Schlag-Minute“ führt er sein  Tagebuch weiter.

## Interpretation
Das zweite Bändchen des „Titan“-Anhangs entstand Ende 1800-Frühjahr 1801 und erschien zusammen mit dem zweiten „Titan“-Band Ostern 1801 bei Carl Matzdorff Berlin.

In der Vorrede zum „Giannozzo“ weist Jean Paul auf den evtln. Unterschied zwischen den Meinung des Verfassers und seiner Helden hin: Die Poesie könne als eine „höhere Geschichte“ nur dadurch „das Individuum zur Gattung der Menschheit erheben“, dass sie „unparteiisch vor ihm die Menschheit auseinanderbreitet und alle Kräfte derselben getrennt und ungeschwächt vor ihm spielen lässet.“ Er fühlt sich dadurch abgesichert, dass die Beobachtungen des Aeronauten „nicht aus der Luft gegriffen“ seien.
Höllerer sieht dagegen einen engen Zusammenhang zwischen den Reisebildern des Aeronauten und dem Jean Paul’schen Menschen- und Weltbild und interpretiert den „Giannozzo“ im Zusammenhang mit der Veränderung der „Titankonzeption“. Mit der Hinwendung zu einem „klassisch-harmonischen“ Schluss mit Idoine als „Iphigenien-Gespenst[-]“ habe Schoppes satirische Gesellschaftskritik und seine Weltschmerz-Position reduziert und in den Luftschiffer ausgelagert werden müssen: „Den Geist des Giannozzo, der rebellierend den ›Titan‹ durchzieht, zu beschreiben, gelingt nur mit Hilfe des Textes dieses ›Seebuchs‹“, v. a. der Brocken-Stimmung der 6. und 7. Fahrt.
Jean Paul interessierte sich für alles Astronautische und nutzte die Luftfahrt oft für seine Reisebilder: „Flugsehnsucht, Flugbilder durchziehen das ganze Werk von Jean Paul, als Motive, als Träume, als stilistische Bewegung“. Fünfmal bezieht sich Jean Paul auf die seit 1784 unternommenen Ballonaufstiege Blanchards, über dessen Flüge 1792 die Bayreuther Zeitung berichtete.
 
Nach Höllerer ist „nie in deutscher Sprache ein Flug geschildert worden, der, als äußerste Möglichkeit des Menschen aufgefasst, nicht nur sich selbst als begrenzte Bewegung begreifen lässt, sondern […] die unausdenkbare Relation der menschlichen Regung zu völlig andersartigen Größen, Weiten, Bewegungen ahnbar macht. […] als poetisches Bild fasst dieser Flug den ganzen Widerstreit im Denken und Fühlen und Erfahren Jean Pauls.“ Was der Autor in seinen Abhandlungen und den Gesprächen seiner Romanfiguren auszudrücken versuche, „die Gegensätze als Gegensätze und die Gegensätze in eins gesehen, ohne sie zu entschärfen: das heißt […] an die Grenzen des Vorstellbaren und Denkbaren heranzukommen“, das sei ihm am besten an einigen Stellen des „Seebuchs“ und an den Höhepunktstellen des „endlosen Romans vom ›Titan‹“ gelungen, allerdings nicht in der abgeschlossenen Entwicklungsgeschichte Albanos, sondern in Schoppes bedrohter Identität und in den unbekannten Innenräumen einiger Figuren.

## Hörspiel
- 1988: Himmelfahrt und Höllensturz des Luftschiffers Giannozzo oder: Vogelperspektive auf die Ameisenkongresse der Menschen. Bearbeitung und Regie: Heinz von Cramer. Besetzung: Siemen Rühaak (Luftschiffer Giannozzo), Gerd Anthoff	(Sein Freund Graul), Franz Kolasch	(Ratsmann Scharweber), Paul Bürks (Ein würdiger Narr), Rita Russek (Teresa), Curt Bock (Der alte Geck), Grete Wurm (Die reife Witwe), Hans Diehl (Stadtsyndikus Spöhr) und Alois Garg (Bürgermeister). Hörspielbearbeitung: BR/SDR. Erstausstrahlung: 25. November 1988 (einteilige Fassung), 17. und 18. April 2022 (zweiteilige Fassung).
- Veröffentlichung: CD-Edition: Noa Noa 2003[7]

## Sekundärliteratur
- Horst Dahmann: „Jean Pauls Luftschiffer Giannozzo als Humorist“. Diss. phil. Göttingen 1959
- Gerhard Baumann: „Des Luftschiffers Giannozzo Seebuch“. In: Die Wissenschaft von deutscher Sprache und Dichtung. Methoden – Probleme – Aufgaben. Festschrift für Friedrich Maurer zum 65. Geburtstag. Hrsg. von Siegfried Gutenbrunner, Hugo Moser, Walther Rehm, Heinz Rupp. Stuttgart 1963, S. 399–423.
- Walter Höllerer: Nachwort. In: „Jean Paul. Werke“. Dritter Band. Carl Hanser München, 1966, S. 1139 ff.